# 디지털도서관 (용인시)
용인디지털도서관은 경기도 용인시 처인구 삼가동 소재의 도서관이다.

## 연혁
- 2011년 11. 스마트폰 전자책 서비스 개시
- 2010년 04.01 디지털정보도서관DVD 대출 서비스 개시
- 2007년 07.31 디지털정보도서관 개관
- 2007년 03. ~ 07. 도서관 개관 준비 작업
- 2006년 09. 문화복지행정타운 기본계획(안) 작성